# Pararondibilis
Pararondibilis es un género de escarabajos longicornios de la tribu Acanthocinini.

## Especies
- Pararondibilis acrosa Holzschuh, 2003
- Pararondibilis eluta Holzschuh, 2003
- Pararondibilis macularia Holzschuh, 2003
- Pararondibilis pinicola Holzschuh, 2018
- Pararondibilis sikkimensis Breuning, 1961